# Tom Fellows
Tom Allen Fellows, né le 25 juillet 2003 à Solihull, est un footballeur anglais qui évolue au poste de milieu de terrain à West Bromwich Albion.

## Carrière

### En club
Le 25 août 2021, il fait ses débuts pour West Bromwich Albion, lors d'un match de la Coupe de la Ligue.
Le 1er septembre 2022, il est prêté à Crawley Town pour la saison.

### En sélection
Le 6 septembre 2024, il fait ses débuts pour l'Angleterre espoirs lors d'un match contre l'Irlande du Nord.

## Statistiques détaillées
| Saison                | Club                    | Championnat           | Championnat | Championnat | Championnat | Coupe nationale | Coupe nationale | Coupe nationale | Coupe de la Ligue | Coupe de la Ligue | Coupe de la Ligue | Total | Total | Total |
| Saison                | Club                    | Division              | M.          | B.          | P.d.        | M.              | B.              | P.d.            | M.                | B.                | P.d.              | M.    | B.    | P.d.  |
| 2021-2022             | West Bromwich Albion FC | Championship          | 4           | 0           | 0           | 1               | 0               | 0               | 1                 | 0                 | 0                 | 6     | 0     | 0     |
| 2022-2023             | West Bromwich Albion FC | Championship          | -           | -           | -           | -               | -               | -               | 2                 | 0                 | 0                 | 2     | 0     | 0     |
| 2023-2024             | West Bromwich Albion FC | Championship          | 35          | 4           | 3           | 2               | 1               | 1               | 1                 | 0                 | 0                 | 38    | 5     | 4     |
| 2024-2025             | West Bromwich Albion FC | Championship          | 33          | 2           | 11          | 1               | 0               | 0               | -                 | -                 | -                 | 34    | 2     | 11    |
| Sous-total            | Sous-total              | Sous-total            | 72          | 6           | 14          | 4               | 1               | 1               | 4                 | 0                 | 0                 | 80    | 7     | 15    |
| 2022-2023             | Crawley Town FC (prêt)  | League Two            | 38          | 0           | 2           | 2               | 0               | 0               | -                 | -                 | -                 | 40    | 0     | 2     |
| Sous-total            | Sous-total              | Sous-total            | 38          | 0           | 2           | 2               | 0               | 0               | -                 | -                 | -                 | 40    | 0     | 2     |
| Total sur la carrière | Total sur la carrière   | Total sur la carrière | 110         | 6           | 16          | 6               | 1               | 1               | 4                 | 0                 | 0                 | 120   | 7     | 17    |